# Élections législatives de 2016 à Guernesey
Des élections législatives ont lieu le 26 avril 2016  à Guernesey afin de choisir pour quatre ans les membres de son parlement, dit États de Guernesey. Aucun parti n'existant sur l'île, l'ensemble des trente-huit candidats directement élus sont indépendants, tandis que deux autres sont délégués par l'île voisine d'Aurigny.

## Système électoral
Le bailliage de Guernesey est une dépendance de la couronne britannique composée de plusieurs îles de la Manche dont Guernesey, la plus importante, ainsi qu'Aurigny, Sercq, Herm, Jéthou, Brecqhou, Burhou et d'autres petites îles.
L'île de Guernesey possède un parlement unicaméral, les États de Guernesey, composé de quarante sièges renouvelés tous les quatre ans dont deux parmi les 10 membres du parlement d'Aurigny — ce dernier ayant délégué à Guernesey une partie de ses pouvoirs législatifs — et trente-huit élus directement par la population selon un mode de scrutin plurinominal majoritaire dans sept circonscriptions électorales de cinq a six sièges. Les habitants ont autant de votes qu'il y a de sièges dans leur circonscription, et les candidats ayant reçu le plus de votes sont déclarés élus.
Les deux députés d'Aurigny sont quant à eux choisis par les membres des États d'Aurigny en leur sein, puis approuvés par un plébiscite local.
Les sièges sont répartis dans les sept circonscriptions en fonction de leur population à raison de 5 sièges pour les districts du Sud-Est, de l'Ouest, de Sainte-Marie-du-Câtel et de Port de Saint-Pierre Sud, et 6 pour ceux de Le Valle, Port de Saint-Pierre Nord et Saint-Samson.

### Réforme de 2012
Ces élections sont les premières à se tenir après une réduction du nombre de sièges au parlement. À la suite des élections de 2012, ce dernier décide en effet de faire passer le total de ses membres directement élus de 45 à 38. Les sièges supprimés sont répartis sur la plupart des circonscriptions, dont les limites ne sont pas modifiées.

## Campagne
Un nouveau recensement fait passer le total des inscrits sur les listes électorales de 29 745 aux précédentes élections à 30 320. Les candidatures sont officialisées à la chambre du bailli du 21 au 31 mars. Comme il est d'habitude sur l'île, toutes sont non partisanes. Les candidats ont par ailleurs la possibilité de percevoir un financement d'un maximum de 600 livres pour la production et la distribution de leur propagande électorale. La campagne a néanmoins principalement lieu via des réunions publiques.

## Résultats
Quatre-vingt-un candidats se présentent aux élections, dont trente députés sortants. Vingt de ces derniers sont réélus, tandis que les dix autres, dont quatre ministres perdent leurs sièges. 
Sur les trente-huit élus, vingt-six sont des hommes et douze des femmes. Ces dernières étaient cinq au sein du parlement élu en 2012. Quatre députés de précédentes législatures retrouvent également leurs sièges.
Les électeurs étant dotés d'autant de voix que de sièges à pourvoir, le nombre de celles-ci est largement supérieur au total des votants, avec en moyenne 4,8 voix pour chacun d'eux contre 4,6 en 2012, la plupart des habitants n'utilisant pas la totalité de leurs voix.
|                          |                          |                   |                   |        |  |  |  |  |  |
| Candidats                | Candidats                | Voix              | %                 | Sièges |  |  |  |  |  |
|                          | Indépendants             | 93 085            | 100               | 38     |  |  |  |  |  |
|                          | Députés d'Aurigny        | Députés d'Aurigny | Députés d'Aurigny | 2      |  |  |  |  |  |
|                          |                          |                   |                   |        |  |  |  |  |  |
| Votes valides            | Votes valides            | 21 717            | 99,61             |        |  |  |  |  |  |
| Votes blancs             | Votes blancs             | 17                | 0,08              |        |  |  |  |  |  |
| Votes nuls               | Votes nuls               | 69                | 0,32              |        |  |  |  |  |  |
| Total des votants        | Total des votants        | 21 803            | 100               | 40     |  |  |  |  |  |
| Abstention               | Abstention               | 8 517             | 28,08             |        |  |  |  |  |  |
| Inscrits / participation | Inscrits / participation | 30 320            | 71,91             |        |  |  |  |  |  |

## Controverse post électorale
À la suite des élections, six candidats malheureux de sexe masculin formulent une plainte pour illégalité du scrutin, accusant les États d'avoir rompu son caractère impartial. Afin d'encourager davantage de femmes à se porter candidates, le parlement les avaient en effet aidées dans leurs démarches et leurs campagnes. 
La plainte est rejetée par le régisseur général des électeurs, Mark De Garis, qui se base sur le fait que le vote du budget alloué à ces aides était antérieur aux déclarations de candidatures, et ne consistait par conséquent pas selon lui en une aide à des candidats de manière spécifique. De Garis considère d'autre part que la campagne visait à encourager des femmes à se présenter et non à encourager les électeurs à voter pour elles, et déclare le sujet clos.